# Двократний собор
Двократний собор 861 року (грец. Πρωτοδευτέρα Σύνοδος) або Першо-Другий помісний собор Константинопольської Церкви, який відбувся у церкві Святих Апостолів у Константинополі в травні 861 під головуванням патріарха Фотія в присутності імператора Михайла III. На Соборі були присутні 318 єпископів, включаючи папських легатів. Соборні акти не збереглося: вони були спалені на соборі в 869 році прихильниками патріарха Ігнатія.
Щодо назви собору, припускають, що він названий «Двократний», так як збирався двічі. Про причини перерви в соборних засіданнях достовірно нічого невідомо. Розповідь Зонари, про те, що на соборі були заворушення, викликані «інославними», інших підтверджень не мають і достовірним не вважаються.
Правила Собору, хоча і не є вселенським, входять в Книгу правил Православної Церкви і таким чином є документами її внутрішнього права (канонічного кодексу).

## Рішення Собору
Собор засудив скинутого патріарха Ігнатія; видав 17 правил:
- про ченців і монастирі (1 — 7 правил);
- про членів кліру (8 — 13 правила);
- щодо ієрархічного підпорядкування (14 — 15 правила);
- про умовах заміщення єпископських кафедр (16 — 17 правила).;